# Аланья
Аланья (італ. Alagna, п'єм. Alagna) — муніципалітет в Італії, у регіоні Ломбардія, провінція Павія.
Аланья розташована на відстані близько 470 км на північний захід від Рима, 45 км на південний захід від Мілана, 21 км на захід від Павії.
Населення — 878 осіб (2014).
Покровитель — Сан Джермано.

## Демографія
Населення за роками:

Станом на 1 січня 2023 року в муніципалітеті офіційно проживав 51 іноземець з 11 країн, серед них 15 громадян країн Євросоюзу та 8 громадян України.

## Сусідні муніципалітети
- Дорно
- Гарласко
- Тромелло
- Валеджо